# Festival des Dokumentarfilms

Ehemaliges Logo der DokumentART (bis 2014)

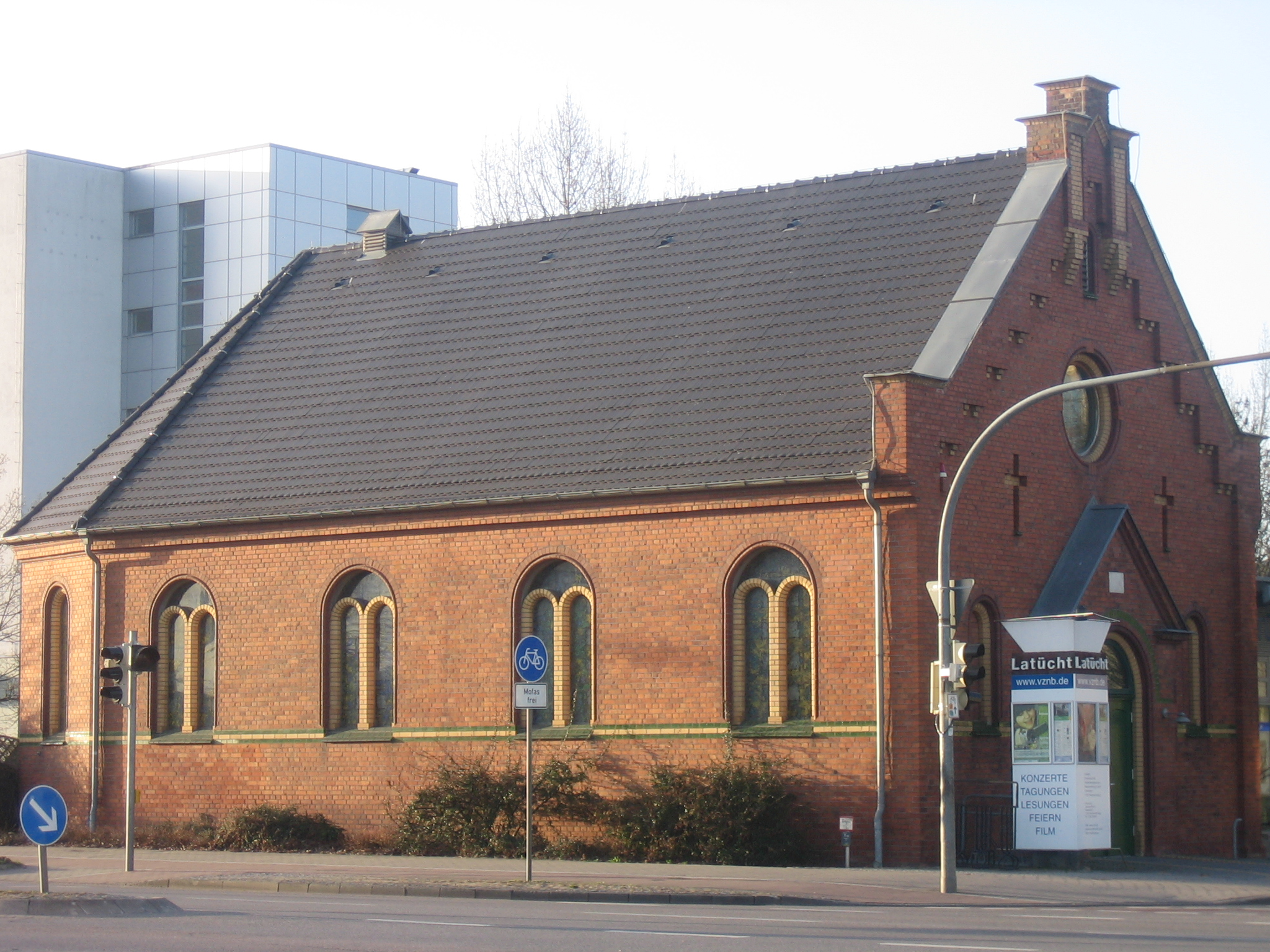
Hauptveranstaltungsort des Festivals: Latücht

Das Festival des Dokumentarfilms, auch Nationales Dokumentarfilm Festival oder Nationale Dokumentarfilmwochen der DDR, war ein nationales Filmfestival der DDR, das bis 1990 in Neubrandenburg stattfand. Seit dem Jahr 1992 wird die Veranstaltung unter dem Namen „dokumentART - European Festival for Documentaries“ vom Latücht-Verein weitergeführt. Seit 2006 besteht eine Kooperation mit dem Stettiner OFFicyna-Verein. Seitdem wird das Festival zeitgleich in Neubrandenburg und in Stettin jährlich im Herbst als Europäisches Filmfestival Neubrandenburg/Szczecin veranstaltet.
Der heutige Wettbewerb dokumentART zeigt aktuelle Filme mit einer maximalen Länge von 60 min. Eine Internationale Jury vergibt mehrere Preise, darunter den mit 5.000 € dotierten Latücht-Preis des Bildungsministeriums Mecklenburg-Vorpommern und den Preis der Stadt Neubrandenburg, welcher mit 2.000 € dotiert ist. Der Findlingspreis wird vergeben.
Die dokumentART versteht sich als Leinwand für Filme, die sich mit Veränderungen in der Realität auseinandersetzen und im Spannungsfeld zwischen Tradition und Avantgarde die Grenzen des Genres ausloten oder überschreiten. Besonders jungen, noch wenig etablierten Filmemachern soll es eine Plattform bieten.